# Sphex flammeus
Sphex flammeus  (лат.) — вид роющих ос (Sphecidae). Австралия.

## Распространение
Австралия (Северная Территория, Южная Австралия).

## Описание
Роющие осы крупного размера: длина тела около 2 см. Основная окраска тела оранжевая (отсюда видовое название таксона S. flammeus: от латинского слова flammeus — «цвета пламени»), и частично чёрная (жвалы, голова, скутум). От сходных австралийских видов отличается прижатым серебристо-белым опушением клипеуса, оранжевыми скапусом усика, ногами и брюшком. Скутеллюм выпуклый, жилки крыла оранжевые и коричневые. Предположительно, как и другие члены рода Sphex своих личинок выкармливают парализованными насекомыми (ловят прямокрылых насекомых) и гнездятся в земле. Вид был впервые описан в 2015 году немецкими энтомологами Т. Дорфелем (Thorleif H. Dörfel) и М. Олем (Michael Ohl, Museum für Naturkunde, Берлин, Германия).